# Bangor University

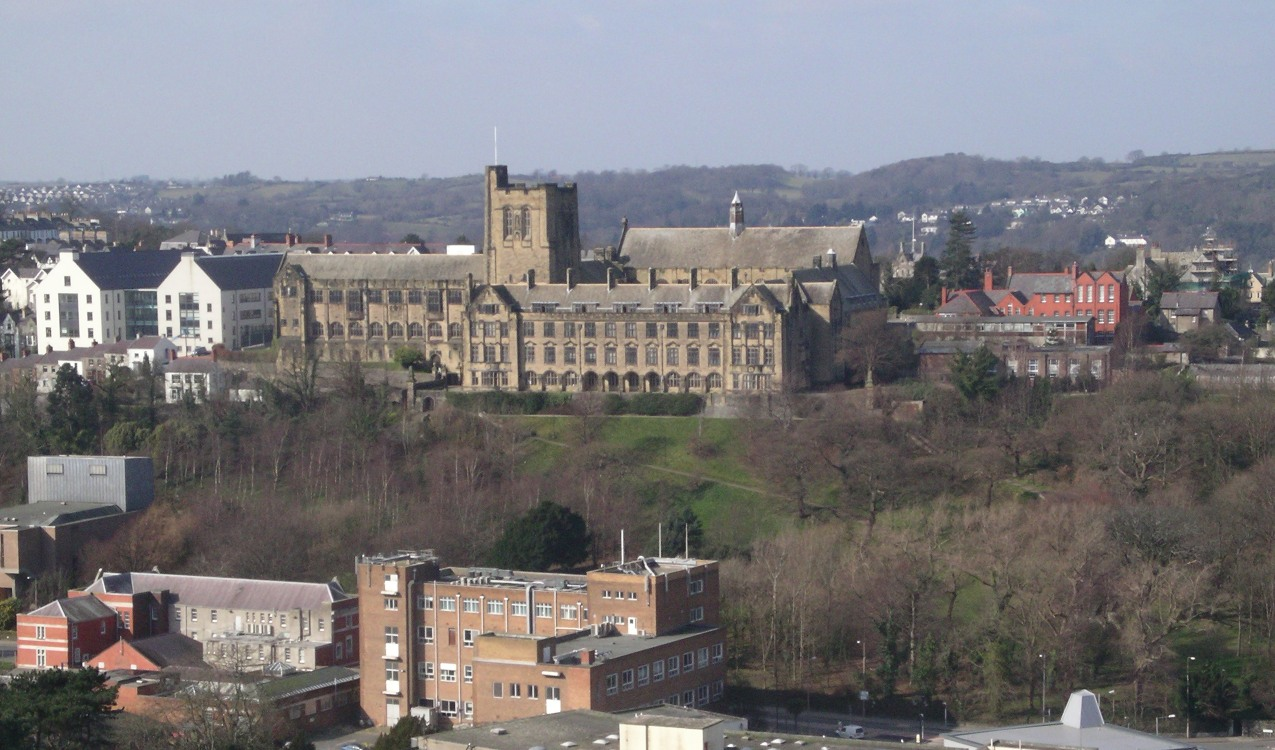
Hauptgebäude der Universität

Die Bangor University (Walisisch: Prifysgol Bangor) ist eine Universität mit Sitz in Bangor im Nordwesten von Wales. Sie wurde 1884 als University College of North Wales (UCNW) gegründet. Bis August 2007 gehörte sie als University of Wales, Bangor (UWB) (Walisisch: Prifysgol Cymru, Bangor) zur ehemaligen Universität von Wales.

## Geschichte

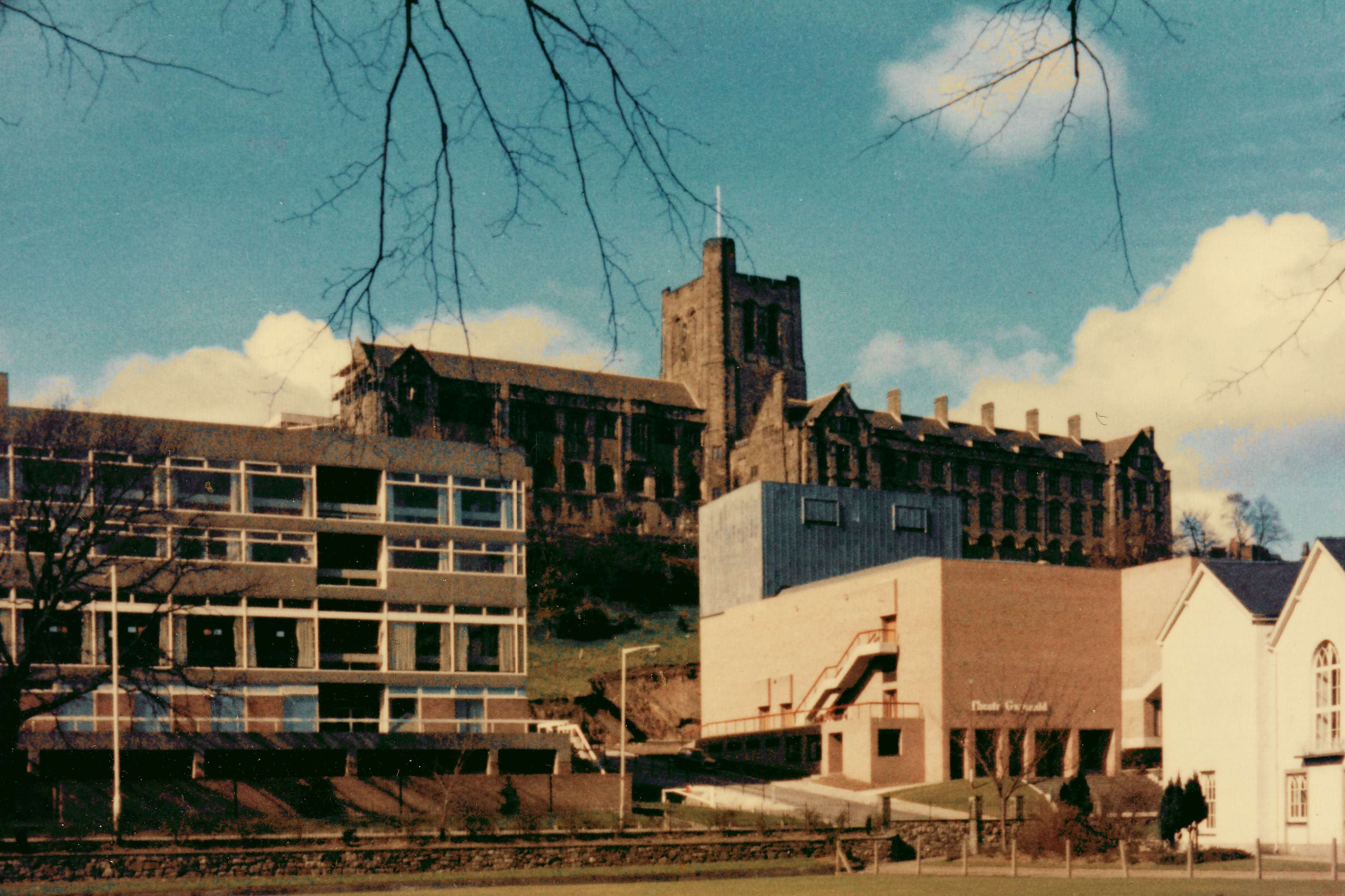
University College of North Wales, Student Union (unten links) und Theatr Gwynedd (unten rechts), um 1975

Die Universität wurde am 18. Oktober 1884 mit 58 Studenten und zehn Mitarbeitern als University College of North Wales in einem ehemaligen Gasthaus gegründet. Die Studenten erhielten bis 1893 Abschlüsse der University of London. Im Jahr 1893 war Bangor eines der drei Gründungscolleges der University of Wales.
Zu Beginn wurde die Einrichtung überwiegend aus Spenden finanziert, nicht zuletzt durch Spenden der Arbeiter aus den Schieferbergwerken von Gwynedd, die für ihre Kinder eine akademische Ausbildung sichern wollten. Der Besuch der existierenden Universitäten war für sie unerschwinglich. Zum Teil unterlagen die überwiegend Freikirchen (Welsh Methodists) angehörenden Waliser auch Zulassungsbeschränkungen aufgrund ihrer konfessionellen Zugehörigkeit. 1911 zog die Universität um in das eigens errichtete Gebäude im Tudorstil (heutzutage Main Arts Bulding genannt) auf dem Berg über der Stadt. Internationale Geltung erlangte das Department of Welsh Studies unter Bedwyr Lewis Jones (1933–1992) in den 1970er Jahren. Zum Universitätskomplex gehört auch das Anfang der 1970er Jahre errichtete Theatr Gwynedd, das seit dem Beginn des Akademischen Jahres 2008 geschlossen hat. 2003 wurde das Centre for Evidence-Based Conservation gegründet.
In den 1970er Jahren war die Universität ein Zentrum des walisischen Nationalismus. Es kam zu spektakulären Aktionen durch radikale walisische Studenten, beispielsweise Störungen von auf Englisch gehaltenen Vorlesungen oder der Vernichtung von Karteikarten englischer Bücher in der Bibliothek. Daher erwog die Regierung Thatcher zu Beginn der 1980er Jahre sogar die Schließung der Lehranstalt.
Im letzten Research Assessment Exercise (RAE 2008) wurden rund 50 Prozent der Forschungsfelder als weltweit führend angesehen. Dort belegte die Universität den ersten Rankingplatz in Großbritannien im Bereich Accounting, Banking und Finance und den zweitbesten in der Elektrotechnik. Im Jahr 2011 wurde sie unter den weltbesten 275 Universitäten in der Times Higher Education World University Rankings platziert. Bangor schnitt in der Lehre als die beste Universität in Wales ab und zählt zu den Top 15 britischen Universitäten für ausgezeichnete Lehre (Sunday Times University Guide für 2012).

## Organisation
Die Universität untergliedert sich in drei Colleges, 14 Academic Schools sowie diversen Forschungseinrichtungen:
College of Arts, Humanities and Business
- Bangor Business School
- School of History, Philosophy and Social Sciences
- School of Languages, Literatures and Linguistics
- School of Law
- School of Music and Media
- School of Welsh and Celtic Studies
- Centre for Research on Bilingualism
- The Management Centre
- English Language Centre for Overseas Students (ELCOS),

College of Environmental Sciences and Engineering
- School of Computer Science and Electronic Engineering
- School of Natural Sciences
- School of Ocean Sciences
- The BioComposites Centre

College of Human Sciences
- School of Education and Human Development
- School of Health Sciences
- School of Medical Sciences
- School of Psychology
- School of Sport, Health and Exercise Scien

## Zahlen zu den Studierenden und den Mitarbeitern
Im Studienjahr 2020/2021 waren 9.705 Personen an der Bangor-Universität eingeschrieben, 5.980 Frauen (61,6 %) und 3.725 Männer (38,4 %). Im Studienjahr 2019/2020 waren es 9.945, nämlich 6.025 Frauen und 3.925 Männer. 7.235 arbeiteten auf ihren ersten Studienabschluss hin, sie waren damit undergraduates. 3.860 kamen aus Wales, 3.700 aus England, 35 aus Schottland und 490 aus der EU. Die Universität beschäftigte 2019/2020 1.010 Mitarbeiter.
2015 waren etwa 11.000 Studenten an der Bangor University eingeschrieben.

## Internationale Kooperationen
Im deutschsprachigen Raum unterhält die Universität zahlreiche Kooperationen zu Partnerhochschulen:
- In Deutschland zur Otto-Friedrich-Universität Bamberg, Universität Bayreuth, Freie Universität Berlin, Humboldt-Universität zu Berlin, Ruhr-Universität Bochum, Universität Bremen, Technische Universität Dresden, Albert-Ludwigs-Universität Freiburg, Georg-August-Universität Göttingen, Ernst-Moritz-Arndt-Universität Greifswald, Universität Hamburg, Gottfried Wilhelm Leibniz Universität Hannover, Ruprecht-Karls-Universität Heidelberg, Friedrich-Schiller-Universität Jena, Karlsruher Institut für Technologie, Fachhochschule Kiel, Christian-Albrechts-Universität zu Kiel, Universität Leipzig, Hochschule Magdeburg-Stendal, Universität Magdeburg, Johannes Gutenberg-Universität Mainz, Technische Hochschule Nürnberg Georg Simon Ohm, Universität Passau und Eberhard Karls Universität Tübingen.
- In Österreich zur Universität Innsbruck, Universität Klagenfurt, Universität Wien und Universität für Musik und darstellende Kunst Wien.
- In der Schweiz zur Universität Bern und Universität Zürich.

## Persönlichkeiten mit Bezug zur Bangor University

### Erwähnenswerte Akademiker
- Samuel L. Braunstein (* 1961), Quantenmechaniker
- Tony Conran, Lyriker und Übersetzer
- David Crystal (* 1941), Linguist und Autor, Honorarprofessor für Linguistik
- A. H. Dodd (1891–1975), Historiker
- Christian Koller (* 1971), Historiker
- Bedwyr Lewis Jones (1933–1992), Gelehrter, Leiter der Abteilung für walisische Sprache und Literatur
- William Mathias (1934–1992), Komponist
- John Morris-Jones (1864–1929), walisischer Grammatiker, Redakteur, Lyriker und Literaturkritiker
- Guto Puw (* 1971), bedeutender walisischer Komponist
- John Meurig Thomas (1932–2020), Chemiker (Heterogene Katalyse)
- Gwyn Thomas (1936–2016), walisischer Gelehrter und Lyriker

### Erwähnenswerte Alumni
- Robert G. Edwards (1925–2013), Physiologe und Pionier der Reproduktionsmedizin, Gewinner des Nobelpreis für Physiologie oder Medizin 2010
- Danny Boyle (* 1956), Regisseur und Produzent
- Paul Bérenger (* 1945), ehemaliger Premierminister von Mauritius
- Tom Parry Jones, Erfinder des elektronischen Atemalkoholmessgerätes
- R.S. Thomas, Lyriker
- Bill Wiggin, MP der Conservative Party für Leominster
- Gareth Williams, ehemaliger Mitarbeiter des MI6
- Tim Haines, BBC-Produzent
- Martin J. Ball, Professor an der University of Louisiana at Lafayette, USA
- Frances Barber (* 1958), Schauspielerin
- Richard Brunstrom
- Gordon Conway (1938–2023), Präsident der Royal Geographical Society und Vizekanzler der University of Sussex
- Colin Eaborn, Chemiker
- Aled Eames (1921–1996), Historiker
- John Evans, Filmregisseur
- Bill Fay (1943–2025), Musiker
- Raymond Garlick, Lyriker
- Tony Gillam, Musiker und Autor
- Gwynn ap Gwilym, Lyriker
- Julian Hibberd, Botaniker
- Siân James (* 1959), walisische Musikerin
- John Ogwen, Schauspieler
- R. Williams Parry, Lyriker
- Stefan Rahmstorf (* 1960), Professor am Potsdam-Institut für Klimafolgenforschung der Universität Potsdam
- Derek Ratcliffe (1929–2005), Botaniker, Zoologe und Naturschützer
- Gareth Roberts, Physiker
- Kate Roberts (1891–1985), walisische Autorin
- Andy Rowley, TV-Produzent
- John Sessions (1953–2020), Schauspieler
- Gwyn Thomas, walisischer Gelehrter und Lyriker
- Derick Thomson
- Roger Whittaker (1936–2023), Musiker
- Ifor Williams, Historiker